# Markham

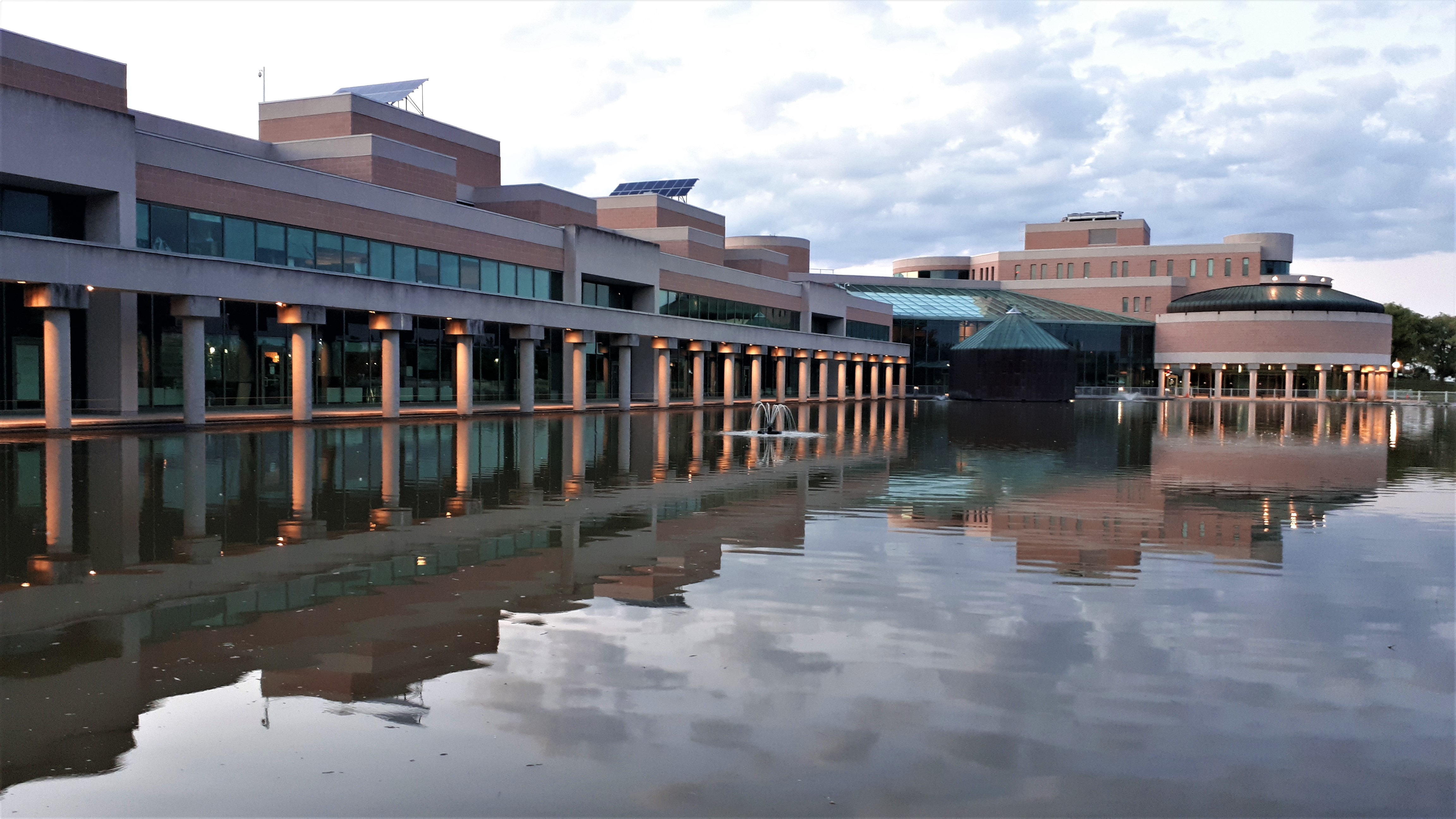
Markham

Markham é uma cidade da província canadense de Ontário, e parte da Municipalidade Regional de York e da região metropolitana de Toronto. Sua população é de 328.940 habitantes, com um crescimento populacional de aproximadamente 2,5% ao ano. Markham é uma cidade secundária (town), de menor importância política que uma cidade primária (city), sendo que Markham é facilmente a maior cidade secundária da América do Norte, a 16ª do Canadá.
Markham é uma cidade multicultural: mais da metade da população da cidade nasceu fora do país. A maior parte do crescimento populacional recente da cidade é proveniente do grande fluxo de imigrantes à cidade, em especial, chineses. Markham possui uma das maiores comunidades chinesas da América do Norte, e o maior shopping center chinês no continente, o Pacific Mall. A ATI Technologies está sediada em Markham.